# Bellaire (Teksas)
Bellaire – miasto w Stanach Zjednoczonych, w stanie Teksas, w hrabstwie Harris. Całkowicie otoczone przez Houston i West University Place. 

## Demografia
Według przeprowadzonego przez United States Census Bureau spisu powszechnego w 2010 miasto liczyło 16 855 mieszkańców, co oznacza wzrost o 7,8% w porównaniu do roku 2000. Natomiast skład etniczny w mieście wyglądał następująco: Biali 80,0%, Afroamerykanie 1,6%, Azjaci 14,1%, pozostali 4,3%.